# Tapirus kabomani
Tapirus kabomani — один із видів тапірів, знайдених в Латинській Америці.

## Ім'я
Видовий епітет походить від слова для тапіра на місцевій мові Паумарі.

## Філогенетика
|  | T. kabomani                                                    |
|  |                                                                |
|  | \| \| T. terrestris \| \| \| \| \| \| T. pinchaque \| \| \| \| |
|  |                                                                |
|  | T. terrestris                                                  |
|  |                                                                |
|  | T. pinchaque                                                   |
|  |                                                                |

|  | T. terrestris |
|  |               |
|  | T. pinchaque  |
|  |               |

|  | T. kabomani                                                    |
|  |                                                                |
|  | \| \| T. terrestris \| \| \| \| \| \| T. pinchaque \| \| \| \| |
|  |                                                                |
|  | T. terrestris                                                  |
|  |                                                                |
|  | T. pinchaque                                                   |
|  |                                                                |

|  | T. terrestris |
|  |               |
|  | T. pinchaque  |
|  |               |

|  | T. kabomani                                                    |
|  |                                                                |
|  | \| \| T. terrestris \| \| \| \| \| \| T. pinchaque \| \| \| \| |
|  |                                                                |
|  | T. terrestris                                                  |
|  |                                                                |
|  | T. pinchaque                                                   |
|  |                                                                |

|  | T. terrestris |
|  |               |
|  | T. pinchaque  |
|  |               |

|  | T. kabomani                                                    |
|  |                                                                |
|  | \| \| T. terrestris \| \| \| \| \| \| T. pinchaque \| \| \| \| |
|  |                                                                |
|  | T. terrestris                                                  |
|  |                                                                |
|  | T. pinchaque                                                   |
|  |                                                                |

|  | T. terrestris |
|  |               |
|  | T. pinchaque  |
|  |               |

## Поширення
Вид обмежений у Південній Америці. Він знаходиться в місцях проживання, що складається з мозаїки лісу й савани. Знайдений в південній частині Амазонії, в Бразилії. Цей вид також вважають, присутній у Амазонії в Колумбії, може бути присутнім в Амапа, Бразилія, на півночі Болівії і в південній частині Французької Гвіани.

## Зовнішній вигляд і характеристики
З розрахунковою масою всього 110 кг T. kabomani є найменшим з живих тапірів. Вид розміром 130 см в довжину і 90 см в холці. Цей вид має відносно короткі ноги як для тапіра. 

## Спосіб життя
Веде нічний спосіб життя і, як правило поодинокий хоча пари самців і самиць були помічені. Має тенденцію уникати людей. Споживає пальмове листя і насіння з родів Attalea і Astrocaryum